# Nueva Vaquería
Nueva Vaquería är en ort i Mexiko.   Den ligger i kommunen Calcahualco och delstaten Veracruz, i den sydöstra delen av landet, 200 km öster om huvudstaden Mexico City. Nueva Vaquería ligger 3 069 meter över havet och antalet invånare är 730.
Terrängen runt Nueva Vaquería är varierad. Runt Nueva Vaquería är det ganska tätbefolkat, med 90 invånare per kvadratkilometer. Närmaste större samhälle är Heroica Coscomatepec de Bravo, 17,4 km öster om Nueva Vaquería. I omgivningarna runt Nueva Vaquería växer i huvudsak blandskog.